# Grégoire Ahongbonon
Grégoire Ahongbonon (Benín, 1953) és el fundador del Association Saint Camille de Léllis el 1991 dedicada a l'atenció de malalts mentals d'Àfrica. Actualment la seva activitat es desenvolupa en diferents centres a Benín, Costa d'Ivori i Togo.
Ahongbonon va néixer a Benín i va immigrar a Costa d'Ivori. La seva professió anterior fou mecànic. Va guanyar el premi d'africà de l'any 2015 atorgat pel Daily Trust de Nigèria, el qual va incloure un premi de 50,000$.
El 15 d'octubre de 2020, va rebre el premi Dr. Guislain, que atorga la Fundació Jannssens anualment, com a reconeixement a la tasca per trencar l'estigma de les malalties mentals.

## https://brothersofcharity.org/gregoire-ahongbonon-gagne-le-prix-dr-guislain-2020/?lang=fr
- Reportatge a TV3
- Entrevista a La Vanguardia